# Matveiévskaia
Matveiévskaia (en rus: Матвеевская) és un poble de la República de Komi, a Rússia, segons el cens del 2010 tenia 32 habitants.